# Acantharctia latifusca
Acantharctia latifusca là một loài bướm đêm thuộc phân họ Arctiinae, họ Erebidae.